# Rosa californica
Rosa californica — вид рослин з родини розових (Rosaceae); поширений на півдні Орегону й у Каліфорнії — США, на півночі Нижньої Каліфорнії — Мексика.

## Опис
Кущ, зазвичай утворює зарості. Стебла від висхідних до прямовисних, 8–25(30) дм, від густо до відкрито розгалужені. Кора часто сиза в молодому віці, темно-червонувато-коричнева з віком, гола. Підприлисткових колючок 1–2(3), від сильно зігнутих до майже прямовисних, ± сплюснуті, міцні, шилоподібні, 3–15(20) × 2.5–8 мм (до 10–15 мм), міжвузлові колючки зазвичай відсутні , іноді рідкісні, дрібніші. Листки (2)4–14 см. Прилистки 5–20 × 2–5 мм. Ніжки й ребра листків іноді з колючками, зазвичай від рідко до густо-волосистих. Листочків 5–7(9), ніжка 5–15(20) мм, пластина від яйцюватої до еліптичної, іноді обернено-яйцювата, (10)15–40(60) × 10–25(30) мм, краї 1-2 зубчасті, вершина ± тупа, іноді гостра, низ блідо-зелений, від рідко до рясно кудлато-волохатий, іноді більш дрібно-волохатий та / або мало-залозистий, верх зелений, тьмяний, від мало-волосатого до майже голого. Суцвіття — волоть з кількох щитків, (1)3–30(50)-квіткове. Квітоніжки прямовисні, тонкі, 3–20 мм, волохаті, рідко голі. Приквітків 1–3, широко-ланцетні, 8–20 × 2–10 мм. Квітки 2.5–5 см у діаметрі; чашолистки стійкі, розлогі, яйцювато-ланцетні, 10–15 × 2–4.5 мм, верхівка 1–5 × 0.3–1 мм, краї цілісні, низ ± волохатий; пелюстки поодинокі, рожеві, (10)15–25 × (10)15–25 мм. Плоди шипшини яскраво-червоні, ± яйцюваті, іноді кулясті до зворотно-яйцюватих, 10–18 × 7–20 мм, м'ясисті, голі або ± волохаті, шийка 0.5–2 × (2.5)3–5(6) мм. Сім'янок (1)5–20, від кремових до блідо-коричневих, (3)3.5–4.5(5) × 2–3 мм. 2n = 28.
Період цвітіння: лютий — листопад.

## Поширення
Поширений на півдні Орегону й у Каліфорнії — США, на півночі Нижньої Каліфорнії — Мексика.
Населяє сонячні береги потоків, заболочені береги, вологі ділянки у відкритих лісистих місцевостях, заболочені ділянки та луки; 0–1800 м.